# Ragazza alla pari
Ragazza alla pari (Garota para Todo o Serviço) é um filme italiano de 1976, dirigido por Mino Guerrini, protagonizado por Gloria Guida.
Estreou em Portugal a 13 de Novembro 1979.

## Sinopse
Uma jovem inocente consegue trabalho numa casa habitada por várias pessoas que querem ir para a cama com ela.

## Ligações Externas
Ragazza alla pari. no IMDb. 